# 恩古納島
恩古納島是太平洋島國瓦努阿圖的島嶼，由謝法省負責管轄，西面是莫索島，面積24.5平方公里，最高點海拔高度593米，島上有13條村落，2009年人口1,255。